# Ларионов, Аркадий Павлович
Арка́дий Па́влович Ларионов (1912, Российская империя — 1942, Ленинград) — советский футболист, вратарь ленинградского «Зенита».
Выступал за «Сталинец» / «Зенит» вместе со старшим братом, нападающим Алексеем Ларионовым. В 1936—1937 годах играл в группе «Б» чемпионата СССР. В 1938 году в группе «А» провёл 5 матчей, пропустил 14 мячей